# 廖士翔 (主播)
廖士翔（11月4日—），是一名台灣新聞工作者，現任壹電視新聞台《10點上新聞》及《新聞夜PRO》主播、氣象主播、《全球情報站》主持人兼製作人。

## 生平
廖士翔畢業於建國中學後，就讀國立臺灣大學，雙主修地理環境資源學系、經濟系。
- 國立台灣大學新聞研究所
- 東京大學大學院情報學環·學際情報學府
- 國立臺灣大學流行病與預防醫學研究所博士班(就讀中)
- 中華民國水上救生協會救生教練
- 國立台灣大學專任助教、兼任講師[2]
- 客家電視[3]記者
- 台視新聞[4]編輯
- 壹電視新聞台記者、主播、氣象主播、製作人
- 年代新聞台記者、主播、氣象主播、製作人

## 主持、製作節目
| 時間                         | 頻道         | 節目                              | 主持                     | 製作       | 備註         |  |
| 2017年11月～時間待查         | 壹電視新聞台 | 《整點新聞》                      | 兼任、對談主播           |            |              |  |
| 2018年9月16日～2022年5月31日 | 年代新聞     | 《年代早報》                      | 代班                     |            |              |  |
| 時間待查～2021年1月31日      | 年代新聞     | 年代午報《火線直播》              | 對談主播（與葉映彤搭檔） |            |              |  |
| 2019年7月14日～2022年5月31日 | 年代新聞     | 《年代新氣象》                    | ✔                        |            |              |  |
| 2021年3月27日～2022年5月31日 | 年代新聞     | 《年代午報》                      | 假日、代班               |            |              |  |
| 2021年1月～至今              | 年代新聞     | 《雅琴看世界》                    |                          | 執行製作人 |              |  |
| 2021年8月30日～2022年5月31日 | 年代新聞     | 《1100年代搶新聞》                | ✔                        |            |              |  |
| 2022年1月                    | 壹電視新聞台 | 《選戰風雲錄》                    |                          | ✔          | 新年特別節目 |  |
| 2022年2月                    | 年代新聞     | 《疫起迎向未來》                  | ✔                        | ✔          | 新年特別節目 |  |
| 2022年6月1日～至今           | 壹電視新聞台 | 《新聞夜PRO》                     | ✔                        |            |              |  |
| 2022年10月1日～至今          | 壹電視新聞台 | 《主播凹鬥中》                    |                          | 執行製作人 |              |  |
| 2023年6月11日～2025年7月5日  | 壹電視新聞台 | 《科技島的奇蹟》                  | ✔                        | ✔          |              |  |
| 2023年5月14日～時間待查      | 壹電視新聞台 | 《壹電視午間新聞》                | 代班                     |            |              |  |
| 2023年7月15日～至今          | 壹電視新聞台 | 《前進壹晚報》 《壹電視晚間新聞》 | 代班                     |            |              |  |
| 2024年1月28日                | 壹電視新聞台 | 《能登震災 挺進第壹線》           | ✔                        | ✔          | 特別報導     |  |
| 2023年11月6日～至今          | 壹電視新聞台 | 《10點上新聞》                    | ✔                        |            |              |  |
| 2025年7月12日～至今          | 壹電視新聞台 | 《全球情報站》                    | ✔                        | ✔          |              |  |

## 其他出演節目
| 時間                       | 頻道                    | 節目           | 備註     |
| 2023年5月9日～2023年8月3日 | 衛視中文台              | 《歡樂智多星》 | 把關魔王 |
| 2024年1月3日～迄今         | 年代MUCH台 壹電視綜合台 | 《百變智多星》 | 百變關主 |

## 著作
| 出版日期      | 書籍名稱                             | 作者           | 出版社       | ISBN               |
| 2012年8月1日  | 《日照大峽谷：八八風災後的來重建路》 | 洪貞玲等(合著) | 臺大出版中心 | ISBN 9789860330892 |
| 2017年4月28日 | 《電視新聞實務》                     | 彭文正、廖士翔 | 三民書局     | ISBN 9789571462677 |

## 外部連結
- 士翔的隨手記（主播部落格） （页面存档备份，存于）
- 主播介紹-壹新聞 （页面存档备份，存于）
- 主播介紹-年代新聞 （页面存档备份，存于）
- 廖士翔的Facebook專頁
- 廖士翔的Instagram帳戶